# 安东内拉·贝卢蒂
安东内拉·贝卢蒂（義大利語：Antonella Bellutti，1968年11月7日—），意大利女子自行车、雪车运动员。她曾代表意大利参加1996年和2000年夏季奥林匹克运动会自行车比赛，获得二枚金牌。